# Strzeszkowice (gromada)
Strzeszkowice – dawna gromada, czyli najmniejsza jednostka podziału terytorialnego Polskiej Rzeczypospolitej Ludowej w latach 1954–1972.
Gromady, z gromadzkimi radami narodowymi (GRN) jako organami władzy najniższego stopnia na wsi, funkcjonowały od reformy reorganizującej administrację wiejską przeprowadzonej jesienią 1954 do momentu ich zniesienia z dniem 1 stycznia 1973, tym samym wypierając organizację gminną w latach 1954–1972.
Gromadę Strzeszkowice z siedzibą GRN w Strzeszkowicach utworzono – jako jedną z 8759 gromad na obszarze Polski – w powiecie jędrzejowskim w woj. kieleckim, na mocy uchwały nr 13b/54 WRN w Kielcach z dnia 29 września 1954. W skład jednostki weszły obszary dotychczasowych gromad Strzeszkowice, Konary, Dębiany i Przyłęk (bez kolonii Przyłęk-Września) ze zniesionej gminy Nawarzyce w tymże powiecie. Dla gromady ustalono 13 członków gromadzkiej rady narodowej.
Gromadę zniesiono 31 grudnia 1959, a jej obszar włączono do gromad Mierzawa (wieś Przyłęk) i Nawarzyce (wsie Dębiany, Konary, Olbrachcice i Strzeszkowice oraz kolonie Nowizna Strzeszkowska i Strzeszkowice).